# Wehha af East Anglia
Wehha af East Anglia er en sagnkonge af Kongeriget East Anglia, som bliver listet som områdets første konge. Hvis han har eksisteret, så har han hersket i 500-tallet, mens kongeriget blev etableret med migranter fra de områder, som i dag kendes som Frisland og Jylland. Tidlige kilder identificerer ham som medlem af Wuffingas-dynastiet, der blev etableret omkring østkysten af Suffolk. Der vides intet om hans regeringstid.
Ifølge den angelsaksiske kilde Textus Roffensis, var Wehha søn af Wilhelm. History of the Britons, der stammer fra 800-tallet, lister Wehha, med navnet 'Guillem Guercha', som den første konge af East Anglia, og hans søn Wuffa tog over efter ham, og det er også ham dynastiet har navn efter. Det hævdes at navnet Wehha er en hypokoristikonsk version af Wihstān, fra det angelsaksiske digt Beovulfkvadet. Sammen med arkæologiske fund fra Sutton Hoo indikerer en forbindelsem imellem Wuffingas-dynastiet og< og det svenske dynasti Ynglinge-slægten.